# Ben Taub
Ben Taub (1889-1982) fue un filántropo y benefactor médico en Houston, Texas. Taub dirigió numerosos negocios y fue miembro de las juntas directivas de varias organizaciones de Texas. Ayudó en la expansión y el desarrollo de entidades de Houston como el Centro Médico de Texas y la Universidad de Houston. El Hospital General Ben Taub, un gran hospital de Houston, lleva su nombre.  

## Biografía

### Familia y educación
Su familia eran inmigrantes judíos del imperio austro-húngaro y su padre Jacob Nathan Taub se mudó a Texas en 1882. La familia de Ben Taub era pobre y su padre vendía periódicos para ganarse la vida. Jacob Nathan abrió más tarde una tabaquería en el centro de Houston. Para cuando Ben, su cuarto hijo, nació, se habían vuelto relativamente acomodados. Taub creció en Houston, donde asistió a la Welch Preparatory School. Durante la Primera Guerra Mundial, fue capitán y sirvió en Francia.

### Carrera en los negocios
En 1936, Ben Taub donó 35 acres para la construcción de la Universidad de Houston. En 1943 ayudó a fomentar que el Colegio Baylor de Medicina se estableciera en el Centro Médico de Texas. Como presidente de la junta del Hospital Jefferson Davis, él y Michael E. DeBakey hicieron que el Hospital Jefferson Davis fuera un lugar de prácticas para el Colegio Baylor de Medicina. Este acuerdo siguió después de la creación del hospital del distrito Harris County. 
Bean Taub nunca se casó, todo su tiempo se la pasó visitando pacientes en el hospital Harris County. Durante varios años el ayudó al orfanato DePelchin Faith Home, también trabajo con la fundación Pauline Sterne Wolf. 
Ben fue el director del centro médico de Texas dirigiendo la organización United Way, dio becas, y patrocino visitas de profesores de medicina. Trabajo como director del hospital Jefferson Davis de 1935 a 1982. Cuando se abrió el nuevo hospital de caridad en Houston en 1963, el hospital Jefferson Davis se unió al hospital de caridad. En reconocimiento al servicio el hospital fue nombrado Hospital General Ben Taub. El hospital se convirtió en uno de los más renombrados de la nación.
Ben Taub murió el 9 de septiembre de 1982 a la edad de 92 años. El colegio de medicina Baylor abrió en 1986 el centro de investigación Ben Taub. En 1990 el hospital del distrito Harris County abrió el nuevo Hospital General Ben Taub de seis pisos y más de 500 camas.